# Tamar Steinberg
Tamar Steinberg (en hebreo: תמר שטיינברג‎, 2006) es una deportista israelí que compite en vela en la clase iQFoil. Ganó una medalla de plata en el Campeonato Mundial de IQFoil de 2025.

## Palmarés internacional
| \| Campeonato Mundial \| Campeonato Mundial \| Campeonato Mundial \| Campeonato Mundial \| \| Año \| Lugar \| Medalla \| Clase \| \| ------------------ \| ------------------ \| ------------------ \| ------------------ \| \| 2025 \| Aarhus (Dinamarca) \| Medalla de plata \| iQFoil \| |                    |                  |        |
| Campeonato Mundial |                    |                  |        |
| Año | Lugar              | Medalla          | Clase  |
| 2025 | Aarhus (Dinamarca) | Medalla de plata | iQFoil |